# محمد زیادباره
محمد زیادباره (به عربی: محمد سياد بري) (زاده ۶ اکتبر ۱۹۱۹ – درگذشته ۲ ژانویه ۱۹۹۵) از ۲۱ اکتبر ۱۹۶۹ تا ۲۶ ژانویه ۱۹۹۱ رئیس جمهوری دمکراتیک سومالی بود که نهایتاً طی ائتلاف نظامی گروه‌های اپوزیسیون برکنار شد.

## زندگی
زیادباره که با کودتای ۱۵ اکتبر ۱۹۶۹ و قتل عبدالرشید علی شرماکه رئیس‌جمهور وقت به قدرت رسیده بود پس از فرار از سومالی، به دفاع از خود پرداخت و گفت حکومت کردن بر سومالی که نظام قبیله‌ای دارد را ترک نگفته و حاکمیت جز با روشی که او در پیش گرفته بود امکان‌پذیر نبود. هدف سوسیالیسم او جلوگیری از گسترش شکاف میان غنی و فقیر و پیدایش ثروتمند همانند سرمایه داران غرب در سومالی بود. وی ضمن دفاع از تعرض به اوگادن گفته بود که رسالت هر رئیس دولت است که اراضی از دست رفته را بازستاند. زیاد باره از دو دوزه بازی کردن دولت وقت مسکو انتقاد کرده و گفته بود: این دولت در زمانی که غرب دشمن تمام عیار سومالی شده بود ما را ترک کرد ـ همانند تخلیه افغانستان و رها ساختن دولت کمونیستی کابل در دست دشمنان. وی افزوده بود که سومالی چوب موقعیت استراتژیک خودرا می‌خورد. منطقه سومالی در قرون گذشته هم قربانی موقع سوق‌الجیشی خویش بود و قدرتهای اروپایی به همین دلیل بر سر آن مرافعه داشتند و آن را میان خود به چند قطعه تقسیم کرده بودند.

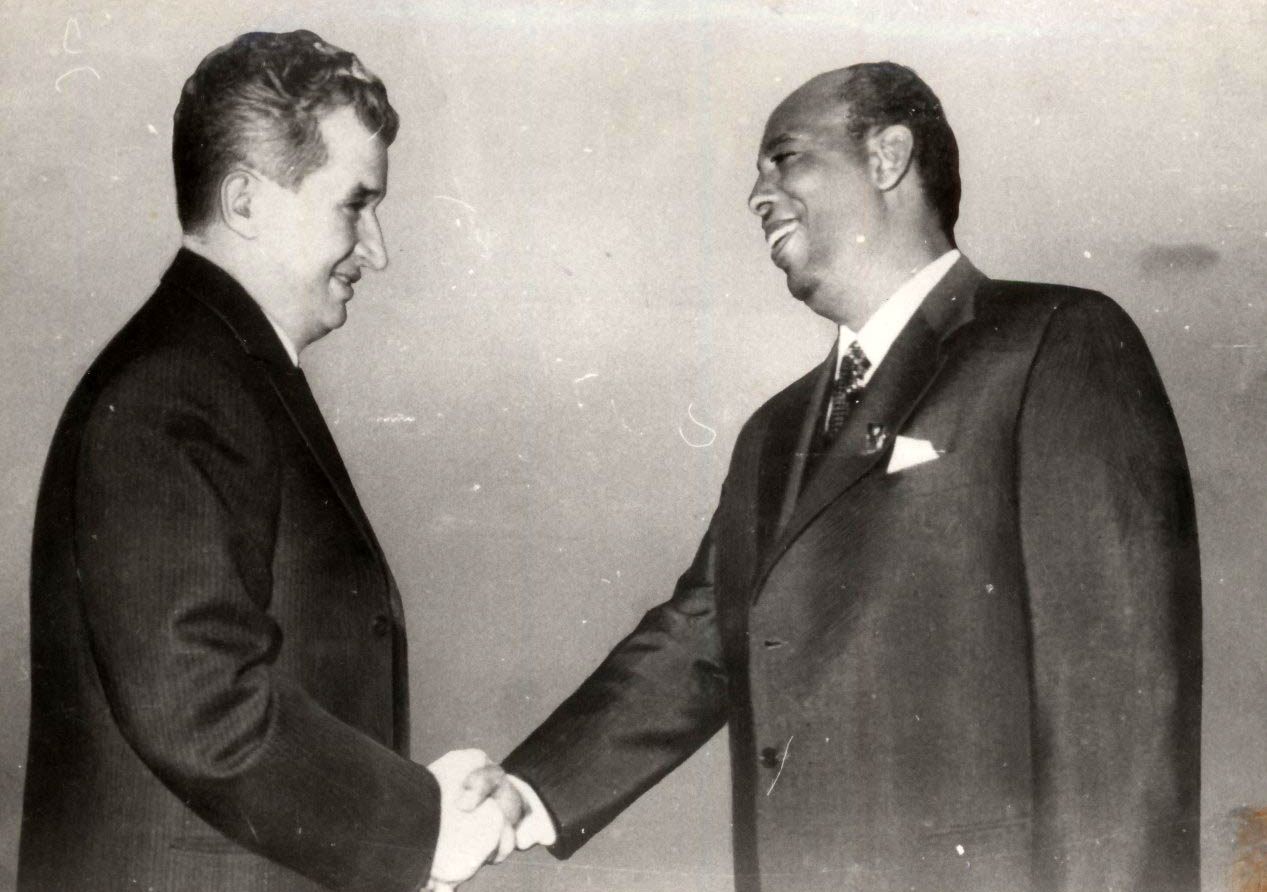
زیادباره و نیکلای چائوشسکو

بیستم اکتبر ۱۹۷۰، درست یک سال پس از آغاز زمامداری و در سالروز آن در سومالی نظام سوسیالیستی اعلام کرده بود. سوسیالیسم زیاد باره ترکیبی از دستورهای قرآن، ناسیونالیسم و لنینیسم بود. با وجود این، وی که در ایتالیای موسولینی آموزش نظامی دیده بود و مزه استعمار ایتالیا و سپس انگلستان را چشیده بود و از تقسیم سومالی بزرگ میان استعمارگران اروپایی دل پرخونی داشت در طول حکومت خود به مسکو نزدیک شده بود، برای دولت مسکو تسهیلات بندری در سومالی برقرار کرده بود و از این کشور اسلحه فراوان دریافت داشته بود. تمایلات ناسیونالیستی «زیادباره» که در سال ۱۹۱۹ و در اوج استعمار اروپایی بر قاره آفریقا به دنیا آمده بود پس از دریافت اسلحه فراوان از دولت مسکو و آموزش ارتش سومالی توسط افسران روس براندیشه سوسیالیستی اش غلبه کرد و پس از تغییر الفبای کتابت در سومالی به نوعی لاتین و استفاده از برخی حروف قدیمی، به فکر احیاء سومالی بزرگ و ایجاد یک کشور واحد توانمند در شاخ آفریقا برآمد و در اجرای این هدف در سال ۱۹۷۷ بر سر منطقه «اوگادن» با اتیوپی وارد جنگ شد که در آن موفقیت نداشت. دولت کنیا که اطمینان یافته بود پس از اتیوپی، نوبت آن است که مورد حمله نظامی سومالی قرارگیرد در سطح جهان دست به یک رشته تبلیغات زد که بر روابط کشورها با سومالی تأثیر گذارد. مارکسیست شدن اتیوپی هم باعث کاهش حمایت مسکو از سومالی شد و از آن پس مشکلات دولت زیاد باره آغاز شد. نظر به موقع استراتژیک سومالی واقع در منطقه شاخ آفریقا، غرب از حرکات ناسیونالیستی «زیادباره» به خشم آمده بود و او را دیکتاتور سومالی می‌خواند و ضمن گسترش محدودیت سیاسی و اقتصادی به کشف و تقویت مخالفانش در ارتش و میان سران قبایل پرداخت که در ژانویه ۱۹۹۱ به نتیجه رسید و شورش نظامی آغاز شد. زیاد باره درجریان فعالیت‌های ناسیونالیستی اش که غرب و مسکو را نگران ساخته بود به تهران آمد تا ضمن گسترش مناسبات اقتصادی، از شاه بخواهد که نظر غرب را نسبت به او جلب کند.
«زیاد باره رئیس‌جمهوری وقت سومالی در تاریخ ۲۶ ژانویه سال ۱۹۹۱ که گرفتار شورش یک دسته از نظامیان و چند دستگی طوایف سومالی شده بود به جنوب کشور فرار کرد. وی چندی بعد باکمک نظامیان هوادار خود و حمایت قبیله اش عزم تسخیر موگادیشو پایتخت را کرد که از نیروهای محمد آیدید (عیدید) یکی از ژنرالهای شورشی شکست خورد و از سومالی خارج شد که با فرار او از کشور، دوران بی دولت شدن سومالی نیز آغاز شد که هنوز ادامه دارد.
وی در طول ۲۱ سال حکومت خود تلاش چندانی برای پایان دادن به قبیله گرایی در سومالی نکرد.

«زیاد باره» دوم ژانویه ۱۹۹۵ در هفتاد و پنج سالگی در نیجریه درگذشت.

## جستارهای ویژه
- سومالی